# باميلا مورغان
باميلا مورغان هي منتجة أسطوانات وملحنة ومغنية وكاتبة أغاني وموسيقية وممثلة كندية، ولدت في 25 نوفمبر 1957 في غراند فولز وندسور ‏ في كندا.

## وصلات خارجية
- الموقع الرسمي
- باميلا مورغان على موقع ميوزك برينز (الإنجليزية)
- باميلا مورغان على موقع أول ميوزيك (الإنجليزية)
- باميلا مورغان على موقع ديسكوغز (الإنجليزية)